# Allison Bay
Die Allison Bay ist eine kleine Bucht unmittelbar westlich des Utstikkar-Gletschers an der Mawson-Küste des ostantarktischen Mac-Robertson-Lands.
Norwegische Kartografen erfassten sie anhand von Luftaufnahmen, die bei der Lars-Christensen-Expedition 1936/37 entstanden, und benannten sie Isvika (deutsch Eisbucht). Das Antarctic Names Committee of Australia (ANCA) nahm 1965 eine anerkannte Neubenennung vor. Namensgeber ist Robert William Allison (1924–2011), medizinischer Offizier auf der Mawson-Station im Jahr 1955.